# Waldorf Astor, 2.º Visconde Astor
Waldorf Astor, 2.º Visconde Astor (Nova Iorque, 19 de maio de 1879 – Taplow, 30 de setembro de 1952) foi um editor e político americano naturalizado britânico.

## Família e primeiros anos
Waldorf Astor nasceu em Nova Iorque, filho mais velho de William Waldorf Astor, 1.º Visconde de Astor e Maria Dahlgren Paul. Seus irmãos mais novos eram John Rudolph Astor (que morreu jovem) e John Jacob Astor V, 1.º Barão de Astor de Hever. Ele passou grande parte de sua vida viajando e vivendo na Europa antes de sua família estabelecer-se na Grã-Bretanha, em 1889. Frequentou o Eton College e o New College (Oxford), onde não distinguiu-se academicamente, mas destacou-se como esportista tanto na esgrima quanto no polo.

## Casamento e filhos
Em 1905, quando atravessava o Atlântico para retornar à Inglaterra, Astor conheceu Nancy Witcher Langhorne, uma mulher divorciada e seu filho pequeno, Robert Gould Shaw III. Após um namoro rápido, eles se casaram, em maio de 1906. Como presente de casamento, o pai de Waldorf deu ao casal a propriedade de Cliveden, que Nancy redecorou e modernizou com a instalação de energia elétrica. O casamento foi feliz e Nancy fez com que Waldorf desenvolvesse o interesse pelas reformas sociais. Da união, nasceram cinco filhos:
- William Waldorf Astor II, 3.º Visconde de Astor (13 de agosto de 1907 – 7 de março de 1966)
- Hon. Nancy Astor Phyllis Louise (22 de março de 1909 – 2 de março de 1975)
- Hon. Francis David Langhorne Astor (5 de março de 1912 – 6 de dezembro de 2001)
- Hon. Michael Langhorne Astor (10 de abril de 1916 – 28 de fevereiro de 1980)
- Major Hon. Sir John Jacob "Jakie" Astor VII (29 de agosto de 1918 – 10 de setembro de 2000)

## Carreira política
Nancy também incentivou o marido a se lançar numa carreira política. Embora derrotado numa tentativa inicial de vencer a eleição para a Câmara dos Comuns nas eleições gerais de janeiro 1910, Astor conquistou uma vaga pelo Partido Conservador pela cidade de Plymouth nas eleições gerais de dezembro daquele mesmo ano. Ele manteve seu assento até que aquele distrito eleitoral foi extinto, em 1918, transferindo-se depois para a cidade de Plymouth Sutton. Apesar de sua filiação política, Astor rapidamente demonstrou sua independência ao apoiar o chamado "Orçamento Popular" e a Lei do Seguro Nacional de 1911.
Em 1911, Astor foi procurado por James Louis Garvin, editor do The Observer, com uma proposta de venda do jornal – então propriedade do magnata da imprensa Alfred Harmsworth, 1.º Visconde de Northcliffe. Os dois homens tiveram um desacordo sobre a questão da Preferência Imperial e Northcliffe deu a Garvin a opção de encontrar um comprador para o jornal. Astor convenceu o pai a efetuar a compra, mas William impôs a condição de Garvin também editar o Pall Mall Gazette, que também pertencia à família Astor. Embora seu pai providenciasse os fundos, era Waldorf quem estava encarregado do pelo jornal e ele desenvolveu uma harmoniosa relação de trabalho com Garvin. William transferiu formalmente a posse de ambos os jornais ao filho em 1915, que prontamente vendeu o Pall Mall Gazette, mantendo apenas o The Observer.[carece de fontes?]
Como muitos de sua classe, Astor ingressou no exército no início da Primeira Guerra Mundial. Após ser dispensado por um problema cardíaco, ele trabalhou contra o desperdício e a ineficiência na produção de munições. Quando seu amigo David Lloyd George tornou-se primeiro-ministro e formou um novo governo de coalizão, Astor tornou-se seu secretário parlamentar pessoal. Em 1918, ele atuou como secretário parlamentar do Ministério da Alimentação e, de 1919 até 1921, serviu como secretário parlamentar do Ministério da Saúde, desempenhando ao mesmo tempo um papel de destaque como membro do "garden suburb" de conselheiros de Lloyd George.
Em 1916, William Waldorf Astor foi elevado à nobreza com o título de Visconde de Astor. Após a morte de seu pai, em outubro de 1919, Waldorf sucedeu-o no viscondado, apesar de suas tentativas de isentar-se do título. Como membro da Câmara dos Lordes, Astor foi forçado abrir mão de seu assento na Câmara dos Comuns, embora permanecesse ativo no governo. Posteriormente, esse assento ocupado por sua esposa, que se tornou a segunda mulher eleita para a Câmara dos Comuns e a primeira a tomar posse – após a primeira mulher eleita, Constance Markievicz, recusar-se a assumir seu assento, de acordo com as políticas de seu partido (Sinn Féin). Nancy manteve o assento até as eleições gerais de 1945.